# Mistrzostwa Świata w Wioślarstwie 2009
39. Mistrzostwa Świata Seniorów w Wioślarstwie – odbywały się w Poznaniu w dniach 23–30 sierpnia 2009.
Decyzja o organizacji mistrzostw w Poznaniu zapadła 5 września 2005, na kongresie FISA, który obradował w japońskim mieście Gifu, w czasie trwania mistrzostw świata w 2005. O miano gospodarza mistrzostw świata w 2009 z Poznaniem walczył holenderski Amsterdam.
Mistrzostwa rozgrywane były na Torze Regatowym „Malta” w Poznaniu i odbywały się w Polsce po raz pierwszy. Uczestniczyło w nich 823 zawodników z 53 różnych reprezentacji państw. Rozdanych zostało 22 komplety medali (13 w konkurencjach dla mężczyzn i 9 dla kobiet).

## Reprezentacje państw uczestniczących w mistrzostwach
W nawiasach (  ) podano liczbę reprezentantów danego kraju
| - Algieria (1) - Argentyna (7) - Australia (31) - Austria (10) - Belgia (9) - Białoruś (25) - Brazylia (1) - Bułgaria (4) - Chile (6) - Chiny (3) - Chorwacja (12) - Czechy (22) - Dania (20) - Egipt (6) - Estonia (8) - Finlandia (3) - Francja (38) - Grecja (13) | - Hiszpania (11) - Holandia (36) - Hongkong (2) - Indonezja (6) - Indie (8) - Irak (2) - Iran (7) - Irlandia (1) - Japonia (17) - Kanada (38) - Kazachstan (2) - Korea Południowa (4) - Kuba (8) - Litwa (2) - Meksyk (3) - Niemcy (74) - Norwegia (4) - Nowa Zelandia (25) | - Polska (44) - Portugalia (10) - Południowa Afryka (8) - Rosja (26) - Rumunia (11) - Serbia (9) - Słowacja (1) - Słowenia (12) - Stany Zjednoczone (74) - Szwajcaria (10) - Szwecja (5) - Turcja (9) - Ukraina (32) - Uzbekistan (3) - Węgry (12) - Wielka Brytania (55) - Włochy (43) |

## Konkurencje
W nawiasach (  ) podano liczbę uczestników danej konkurencji
| - Mężczyźni (588) - M1x (jedynka) (22) - LM1x (jedynka wagi lekkiej) (24) - M2- (dwójka bez sternika) (26) - M2x (dwójka podwójna) (36) - M2+ (dwójka ze sternikiem) (21) - LM2- (dwójka bez sternika wagi lekkiej) (22) - LM2x (dwójka podwójna wagi lekkiej) (38) - M4- (czwórka bez sternika) (64) - M4x (czwórka podwójna) (56) - LM4- (czwórka bez sternika wagi lekkiej) (80) - LM4x (czwórka podwójna wagi lekkiej) (28) - M8+ (ósemka) (90) - LM8+ (ósemka wagi lekkiej) (81) | - Kobiety (272) - W1x (jedynka) (18) - LW1x (jedynka wagi lekkiej) (18) - W2- (dwójka bez sternika) (30) - W2x (dwójka podwójna) (26) - LW2x (dwójka podwójna wagi lekkiej) (32) - W4- (czwórka bez sternika) (24) - W4x (czwórka podwójna) (32) - LW4x (czwórka podwójna wagi lekkiej) (20) - W8+ (ósemka) (72) |

## Harmonogram konkursu
Wszystkie godziny w czasie letnim (UTC+2)

### Niedziela, 23 sierpnia 2009
| Godzina     | Wydarzenie                           | Runda      |
| ----------- | ------------------------------------ | ---------- |
| 9:30-9:42   | LM8+ (ósemka wagi lekkiej mężczyzn)  | Eliminacje |
| 9:42-9:54   | M2+ (dwójka ze sternikiem mężczyzn)  | Eliminacje |
| 9:54-10:18  | LW1x (jedynka wagi lekkiej kobiet)   | Eliminacje |
| 10:18-10:42 | LM1x (jedynka wagi lekkiej mężczyzn) | Eliminacje |
| 10:42-11:00 | W2- (dwójka bez sternika kobiet)     | Eliminacje |
| 11:00-11:18 | M2- (dwójka bez sternika mężczyzn)   | Eliminacje |
| 11:18-11:36 | W2x (dwójka podwójna kobiet)         | Eliminacje |
| 11:36-11:54 | M2x (dwójka podwójna mężczyzn)       | Eliminacje |
| 11:54-12:12 | M4- (czwórka bez sternika mężczyzn)  | Eliminacje |
| 12:12-12:30 | W1x (jedynka kobiet)                 | Eliminacje |
| 12:30-12:54 | M1x (jedynka mężczyzn)               | Eliminacje |

### Poniedziałek, 24 sierpnia 2009
| Godzina     | Wydarzenie                                                               | Runda      |
| ----------- | ------------------------------------------------------------------------ | ---------- |
| 9:40-0:00   | AM1x (jedynka mężczyzn niepełnosprawnych)                                | Eliminacje |
| 10:00-10:20 | TAMix2x (mieszana dwójka tułów ręce niepełnosprawnych)                   | Eliminacje |
| 10:20-10:48 | LTAMix4+ (mieszana czwórka ze sternikiem wagi lekkiej niepełnosprawnych) | Eliminacje |
| 10:48-11:00 | LM2- (dwójka bez sternika wagi lekkiej mężczyzn)                         | Eliminacje |
| 11:00-11:12 | LM4x (czwórka podwójna wagi lekkiej mężczyzn)                            | Eliminacje |
| 11:12-11:30 | LW2x (dwójka podwójna wagi lekkiej kobiet)                               | Eliminacje |
| 11:30-11:54 | LM2x (dwójka podwójna wagi lekkiej mężczyzn)                             | Eliminacje |
| 11:54-12:18 | LM4- (czwórka bez sternika wagi lekkiej mężczyzn)                        | Eliminacje |
| 12:18-12:30 | W4x (czwórka podwójna kobiet)                                            | Eliminacje |
| 12:30-12:48 | M4x (czwórka podwójna mężczyzn)                                          | Eliminacje |
| 12:48-13:00 | W8+ (ósemka kobiet)                                                      | Eliminacje |
| 13:00-13:12 | M8+ (ósemka mężczyzn)                                                    | Eliminacje |

### Wtorek, 25 sierpnia 2009
| Godzina     | Wydarzenie                                                                                | Runda           |
| ----------- | ----------------------------------------------------------------------------------------- | --------------- |
| 9:30-9:40   | AW1x (jedynka kobiet niepełnosprawnych)                                                   | Wyścig pokazowy |
| 9:40-10:00  | AM1x (jedynka mężczyzn niepełnosprawnych)                                                 | Repasaże        |
| 10:00-10:20 | TAMix2x (mieszana dwójka tułów ręce niepełnosprawnych)                                    | Repasaże        |
| 10:20-10:30 | LTAIDMix4+ (mieszana czwórka ze sternikiem wagi lekkiej niepełnosprawnych intelektualnie) | Wyścig pokazowy |
| 10:30-10:50 | LTAMix4+ (mieszana czwórka ze sternikiem wagi lekkiej niepełnosprawnych)                  | Repasaże        |
| 10:54-11:00 | LM8+ (ósemka wagi lekkiej mężczyzn)                                                       | Repasaże        |
| 11:00-11:06 | W4- (czwórka bez sternika kobiet)                                                         | Repasaże        |
| 11:06-11:12 | M2+ (dwójka ze sternikiem mężczyzn)                                                       | Repasaże        |
| 11:12-11:24 | LW1x (jedynka wagi lekkiej kobiet)                                                        | Repasaże        |
| 11:24-11:58 | LM1x (jedynka wagi lekkiej mężczyzn)                                                      | Repasaże        |
| 11:48-11:54 | W2- (dwójka bez sternika kobiet)                                                          | Repasaże        |
| 11:54-12:00 | M2- (dwójka bez sternika mężczyzn)                                                        | Repasaże        |
| 12:00-12:06 | W2x (dwójka podwójna kobiet)                                                              | Repasaże        |
| 12:06-12:18 | M2x (dwójka podwójna mężczyzn)                                                            | Repasaże        |
| 12:18-12:30 | M4- (czwórka bez sternika mężczyzn)                                                       | Repasaże        |
| 12:30-12:42 | W1x (jedynka kobiet)                                                                      | Repasaże        |
| 12:42-13:06 | M1x (jedynka mężczyzn)                                                                    | Repasaże        |

### Środa, 26 sierpnia 2009
| Godzina     | Wydarzenie                                        | Runda           |
| ----------- | ------------------------------------------------- | --------------- |
| 10:00-10:12 | LM2- (dwójka bez sternika wagi lekkiej mężczyzn)  | Repasaże        |
| 10:12-10:18 | LW4x (czwórka podwójna wagi lekkiej kobiet)       | Wyścig pokazowy |
| 10:18-10:24 | LM4x (czwórka podwójna wagi lekkiej mężczyzn)     | Repasaże        |
| 10:24-10:36 | LW2x (dwójka podwójna wagi lekkiej kobiet)        | Repasaże        |
| 10:36-10:48 | LM2x (dwójka podwójna wagi lekkiej mężczyzn)      | Repasaże        |
| 10:48-11:00 | LM4- (czwórka bez sternika wagi lekkiej mężczyzn) | Repasaże        |
| 11:00-11:06 | W4x (czwórka podwójna kobiet)                     | Repasaże        |
| 11:06-11:12 | M4x (czwórka podwójna mężczyzn)                   | Repasaże        |
| 11:12-11:18 | W8+ (ósemka kobiet)                               | Repasaże        |
| 11:18-11:24 | M8+ (ósemka mężczyzn)                             | Repasaże        |
| 11:24-11:36 | LM1x (jedynka wagi lekkiej mężczyzn)              | Półfinały C/D   |
| 11:36-11:48 | M1x (jedynka mężczyzn)                            | Półfinały C/D   |

### Czwartek, 27 sierpnia 2009
| Godzina     | Wydarzenie                                        | Runda         |
| ----------- | ------------------------------------------------- | ------------- |
| 12:42-12:54 | LM4- (czwórka bez sternika wagi lekkiej mężczyzn) | Półfinały C/D |
| 12:54-13:00 | LM1x (jedynka wagi lekkiej mężczyzn)              | Finał D       |
| 13:00-13:08 | M1x (jedynka mężczyzn)                            | Finał D       |
| 13:33-13:49 | W2- (dwójka bez sternika kobiet)                  | Półfinały A/B |
| 13:49-14:05 | M2- (dwójka bez sternika mężczyzn)                | Półfinały A/B |
| 14:05-14:21 | W2x (dwójka podwójna kobiet)                      | Półfinały A/B |
| 14:21-14:37 | M2x (dwójka podwójna mężczyzn)                    | Półfinały A/B |
| 14:37-14:53 | M4- (czwórka bez sternika mężczyzn)               | Półfinały A/B |
| 14:53-15:09 | W1x (jedynka kobiet)                              | Półfinały A/B |
| 15:09-15:25 | M1x (jedynka mężczyzn)                            | Półfinały A/B |

### Piątek, 28 sierpnia 2009
| Godzina     | Wydarzenie                                                               | Runda         |
| ----------- | ------------------------------------------------------------------------ | ------------- |
| 10:00-10:10 | AM1x (jedynka mężczyzn niepełnosprawnych)                                | Finał B       |
| 10:10-10:20 | TAMix2x (mieszana dwójka tułów ręce niepełnosprawnych)                   | Finał B       |
| 10:20-10:30 | LTAMix4+ (mieszana czwórka ze sternikiem wagi lekkiej niepełnosprawnych) | Finał B       |
| 10:42-10:48 | LM4- (czwórka bez sternika wagi lekkiej mężczyzn)                        | Finał D       |
| 10:48-10:54 | LW2x (dwójka podwójna wagi lekkiej kobiet)                               | Finał C       |
| 10:54-11:00 | LM2x (dwójka podwójna wagi lekkiej mężczyzn)                             | Finał C       |
| 11:00-11:06 | LM4- (czwórka bez sternika wagi lekkiej mężczyzn)                        | Finał C       |
| 11:12-11:18 | LW1x (jedynka wagi lekkiej kobiet)                                       | Finał C       |
| 11:18-11:24 | LM1x (jedynka wagi lekkiej mężczyzn)                                     | Finał C       |
| 11:24-11:30 | W2- (dwójka bez sternika kobiet)                                         | Finał C       |
| 11:30-11:36 | M2x (dwójka podwójna mężczyzn)                                           | Finał C       |
| 11:36-11:42 | M4- (czwórka bez sternika mężczyzn)                                      | Finał C       |
| 11:42-11:48 | W1x (jedynka kobiet)                                                     | Finał C       |
| 11:49-11:54 | M1x (jedynka mężczyzn)                                                   | Finał C       |
| 13:33-13:49 | LW1x (jedynka wagi lekkiej kobiet)                                       | Półfinały A/B |
| 13:49-14:05 | LM1x (jedynka wagi lekkiej mężczyzn)                                     | Półfinały A/B |
| 14:05-14:21 | LW2x (dwójka podwójna wagi lekkiej kobiet)                               | Półfinały A/B |
| 14:21-14:37 | LM2x (dwójka podwójna wagi lekkiej mężczyzn)                             | Półfinały A/B |
| 14:37-14:53 | LM4- (czwórka bez sternika wagi lekkiej mężczyzn)                        | Półfinały A/B |
| 14:53-15:09 | M4x (czwórka podwójna mężczyzn)                                          | Półfinały A/B |

### Sobota, 29 sierpnia 2009
| Godzina     | Wydarzenie                                                                                | Runda   |
| ----------- | ----------------------------------------------------------------------------------------- | ------- |
| 10:03-10:18 | AW1x (jedynka kobiet niepełnosprawnych)                                                   | Finał A |
| 10:18-10:33 | AM1x (jedynka mężczyzn niepełnosprawnych)                                                 | Finał A |
| 10:33-10:48 | TAMix2x (mieszana dwójka tułów ręce niepełnosprawnych)                                    | Finał A |
| 10:48-11:03 | LTAIDMix4+ (mieszana czwórka ze sternikiem wagi lekkiej niepełnosprawnych intelektualnie) | Finał A |
| 11:03-11:18 | LTAMix4+ (mieszana czwórka ze sternikiem wagi lekkiej niepełnosprawnych)                  | Finał A |
| 11:18-11:33 | W4- (czwórka bez sternika kobiet)                                                         | Finał A |
| 11:33-11:48 | W2- (dwójka bez sternika kobiet)                                                          | Finał A |
| 11:48-12:03 | M2- (dwójka bez sternika mężczyzn)                                                        | Finał A |
| 12:03-12:18 | W2x (dwójka podwójna kobiet)                                                              | Finał A |
| 12:18-12:33 | M2x (dwójka podwójna mężczyzn)                                                            | Finał A |
| 12:33-12:48 | M4- (czwórka bez sternika mężczyzn)                                                       | Finał A |
| 12:48-13:03 | W1x (jedynka kobiet)                                                                      | Finał A |
| 13:03-13:18 | M1x (jedynka mężczyzn)                                                                    | Finał A |
| 14:30-14:36 | LW1x (jedynka wagi lekkiej kobiet)                                                        | Finał B |
| 14:36-14:42 | LM1x (jedynka wagi lekkiej mężczyzn)                                                      | Finał B |
| 14:42-14:48 | LM8+ (ósemka wagi lekkiej mężczyzn)                                                       | Finał B |
| 14:48-14:54 | W2- (dwójka bez sternika kobiet)                                                          | Finał B |
| 14:54-15:00 | M2- (dwójka bez sternika mężczyzn)                                                        | Finał B |
| 15:00-15:06 | W2x (dwójka podwójna kobiet)                                                              | Finał B |
| 15:06-15:12 | M2x (dwójka podwójna mężczyzn)                                                            | Finał B |
| 15:12-15:18 | M4- (czwórka bez sternika mężczyzn)                                                       | Finał B |
| 15:18-15:24 | W1x (jedynka kobiet)                                                                      | Finał B |
| 15:24-15:30 | M1x (jedynka mężczyzn)                                                                    | Finał B |
| 15:36-15:42 | LM2- (dwójka bez sternika wagi lekkiej mężczyzn)                                          | Finał B |
| 15:48-15:54 | LM4x (czwórka podwójna wagi lekkiej mężczyzn)                                             | Finał B |
| 15:54-16:00 | LW2x (dwójka podwójna wagi lekkiej kobiet)                                                | Finał B |
| 16:00-16:06 | LM2x (dwójka podwójna wagi lekkiej mężczyzn)                                              | Finał B |
| 16:06-16:12 | LM4- (czwórka bez sternika wagi lekkiej mężczyzn)                                         | Finał B |
| 16:12-16:18 | W4x (czwórka podwójna kobiet)                                                             | Finał B |
| 16:18-16:24 | M4x (czwórka podwójna mężczyzn)                                                           | Finał B |
| 16:24-16:30 | W8+ (ósemka kobiet)                                                                       | Finał B |
| 16:30-16:36 | M8+ (ósemka mężczyzn)                                                                     | Finał B |

### Niedziela, 30 sierpnia 2009
| Godzina     | Wydarzenie                                        | Runda   |
| ----------- | ------------------------------------------------- | ------- |
| 9:48-10:03  | M2+ (dwójka ze sternikiem mężczyzn)               | Finał A |
| 10:03-10:18 | LW1x (jedynka wagi lekkiej kobiet)                | Finał A |
| 10:18-10:33 | LM1x (jedynka wagi lekkiej mężczyzn)              | Finał A |
| 10:33-10:48 | LM2- (dwójka bez sternika wagi lekkiej mężczyzn)  | Finał A |
| 10:48-11:03 | LW4x (czwórka podwójna wagi lekkiej kobiet)       | Finał A |
| 11:03-11:18 | LM4x (czwórka podwójna wagi lekkiej mężczyzn)     | Finał A |
| 11:18-11:33 | LM8+ (ósemka wagi lekkiej mężczyzn)               | Finał A |
| 11:33-11:48 | LW2x (dwójka podwójna wagi lekkiej kobiet)        | Finał A |
| 11:48-12:03 | LM2x (dwójka podwójna wagi lekkiej mężczyzn)      | Finał A |
| 12:03-12:18 | LM4- (czwórka bez sternika wagi lekkiej mężczyzn) | Finał A |
| 12:18-12:33 | W4x (czwórka podwójna kobiet)                     | Finał A |
| 12:33-12:48 | M4x (czwórka podwójna mężczyzn)                   | Finał A |
| 12:48-13:03 | W8+ (ósemka kobiet)                               | Finał A |
| 13:03-13:18 | M8+ (ósemka mężczyzn)                             | Finał A |

## Medaliści

### Konkurencje kobiet
| Konkurencja                                    | Złoto | Srebro | Brąz |
| jedynka (W1x) szczegóły                        | Kaciaryna Karsten | Katherine Grainger | Miroslava Knapková |
| jedynka wagi lekkiej (LW1x) szczegóły          | Pamela Weisshaupt | Laura Milani | Juliane Rasmussen |
| dwójka podwójna (W2x) szczegóły                | Polska · Magdalena Fularczyk · Julia Michalska | Wielka Brytania · Anna Bebington · Annabel Vernon | Bułgaria · Rumjana Nejkowa · Miglena Markowa |
| dwójka bez sternika (W2-) szczegóły            | Stany Zjednoczone · Zsuzsanna Francia · Erin Cafaro | Rumunia · Camelia Lupascu · Nicoleta Albu | Nowa Zelandia · Emma-Jane Feathery · Rebecca Scown |
| dwójka podwójna wagi lekkiej (LW2x) szczegóły  | Grecja · Christina Jazidzidu · Aleksandra Tsiawu | Polska · Magdalena Kemnitz · Agnieszka Renc | Wielka Brytania · Hester Goodsell · Sophie Hosking |
| czwórka podwójna (W4x) szczegóły               | Ukraina · Switłana Spiriuchowa · Tetiana Kołesnikowa · Anastasija Kożenkowa · Jana Dementjewa                                                                                 | Stany Zjednoczone · Megan Walsh · Stesha Carle · Sarah Trowbridge · Kathleen Bertko                                                                                   | Niemcy · Annekatrin Thiele · Peggy Waleska · Stephanie Schiller · Christiane Huth                                                                                        |
| czwórka bez sternika (W4-) szczegóły           | Holandia · Chantal Achterberg · Nienke Kingma · Carline Bouw · Femke Dekker                                                                                                   | Stany Zjednoczone · Amanda Polk · Jamie Redman · Elle Logan · Esther Lofgren                                                                                          | Kanada · Sarah Waterfield · Sandra Kisil · Jennifer Tuters · Emma Darling                                                                                                |
| czwórka podwójna wagi lekkiej (LW4x) szczegóły | Niemcy · Lena Müller · Helke Nieschlag · Laura Tibitanzl · Julia Kröger | Wielka Brytania · Stephanie Cullen · Laura Greenhalgh · Andrea Dennis · Jane Hall                                                                                     | Stany Zjednoczone · Hillary Saeger · Lindsey Hochman · Stefanie Sydlik · Abelyn Broughton                                                                                |
| ósemka (W8+) szczegóły                         | Stany Zjednoczone · Erin Cafaro · Mara Allen · Laura Larsen-Strecker · Zsuzsanna Francia · Anna Goodale · Lindsay Shoop · Caroline Lind · Katherine Glessner · Katelin Snyder | Rumunia · Roxana Cogianu · Ionelia Neacsu · Maria Diana Bursuc · Ioana Craciun · Adelina Cojocariu · Nicoleta Albu · Camelia Lupascu · Eniko Barabas · Teodora Stoica | Holandia · Nienke Groen · Claudia Belderbos · Jacobine Veenhoven · Sytske de Groot · Chantal Achterberg · Nienke Kingma · Carline Bouw · Femke Dekker · Anne Schellekens |

### Konkurencje mężczyzn
| Konkurencja                                        | Złoto | Srebro | Brąz |
| jedynka (M1x) szczegóły                            | Mahé Drysdale | Alan Campbell | Ondřej Synek |
| jedynka wagi lekkiej (LM1x) szczegóły              | Duncan Grant | Wasilis Polimeros | Mads Rasmussen |
| dwójka podwójna (M2x) szczegóły                    | Niemcy · Eric Knittel · Stephan Krüger | Francja · Julien Bahain · Cédric Berrest | Estonia · Allar Raja · Kaspar Taimsoo |
| dwójka bez sternika (M2-) szczegóły                | Nowa Zelandia · Eric Murray · Hamish Bond | Wielka Brytania · Peter Reed · Andrew Triggs Hodge | Grecja · Nikolaos Gundulas · Apostolos Gundulas |
| dwójka ze sternikiem (M2+) szczegóły               | Stany Zjednoczone · Troy Kepper · Henrik Rummel · Marcus McElhenney                                                                                                 | Czechy · Jakub Makovička · Václav Chalupa · Oldřich Hejdušek | Niemcy · Florian Eichner · Philipp Naruhn · Tim Berent |
| dwójka podwójna wagi lekkiej (LM2x) szczegóły      | Nowa Zelandia · Storm Uru · Peter Taylor | Francja · Jérémie Azou · Frédéric Dufour | Włochy · Marcello Miani · Elia Luini |
| dwójka bez sternika wagi lekkiej (LM2-) szczegóły  | Francja · Fabien Tilliet · Jean-Christophe Bette | Włochy · Andrea Caianiello · Armando Dell’Aquila | Serbia · Nenad Babović · Miloš Tomić |
| czwórka podwójna (M4x) szczegóły                   | Polska · Konrad Wasielewski · Marek Kolbowicz · Michał Jeliński · Adam Korol                                                                                        | Australia · Nick Hudson · Jared Bidwell · David Crawshay · Daniel Noonan                                                                                          | Niemcy · Tim Grohmann · Karsten Brodowski · Marcel Hacker · Tim Bartels |
| czwórka bez sternika (M4-) szczegóły               | Wielka Brytania · Alex Partridge · Richard Egington · Alex Gregory · Matthew Langridge                                                                              | Australia · Matthew Ryan · James Marburg · Cameron McKenzie-McHarg · Francis Hegerty                                                                              | Słowenia · Tomaž Pirih · Rok Rozman · Rok Kolander · Miha Pirih |
| czwórka podwójna wagi lekkiej (LM4x) szczegóły     | Włochy · Franco Sancassani · Daniele Gilardoni · Lorenzo Bertini · Stefano Basalini                                                                                 | Niemcy · Knud Lange · Lars Wichert · Felix Oevermann · Michael Wieler                                                                                             | Dania · Hans Christian Sørensen · Christian Nielsen · Rasmus Quist · Andreas Rambøl |
| czwórka bez sternika wagi lekkiej (LM4-) szczegóły | Niemcy · Matthias Schömann-Finck · Jost Schömann-Finck · Jochen Kühner · Martin Kühner                                                                              | Dania · Christian Pedersen · Jens Vilhelmsen · Kasper Winther · Morten Jørgensen                                                                                  | Polska · Łukasz Pawłowski · Łukasz Siemion · Miłosz Bernatajtys · Paweł Rańda |
| ósemka (M8+) szczegóły                             | Niemcy · Urs Käufer · Gregor Hauffe · Florian Mennigen · Kristof Wilke · Richard Schmidt · Philip Adamski · Toni Seifert · Sebastian Schmidt · Martin Sauer         | Kanada · Steven Vanknotsenburg · Gabriel Bergen · Robert Gibson · Douglas Csima · Malcolm Howard · Andrew Byrnes · James Dunaway · Derek O’Farrell · Mark Laidlaw | Holandia · Meindert Klem · Robert Lücken · David Kuiper · Jozef Klaassen · Olivier Siegelaar · Mitchel Steenman · Olaf van Andel · Diederik Simon · Peter Wiersum                          |
| ósemka wagi lekkiej (LM8+) szczegóły               | Włochy · Luigi Scala · Davide Riccardihri · Livio La Padula · Martino Goretti · Emiliano Ceccatelli · Gennaro Gallo · Jiří Vlček · Bruno Mascarenhas · Andrea Lenzi | Stany Zjednoczone · John Dise · Kenneth McMahon · Ryan Fox · Andrew Diebold · Anthony Fahden · Matt Muffelman · James Sopko · Matthew Kochem · Kerry Quinn        | Holandia · Thom van den Anker · Diederick van den Bouwhuijsen · Maarten Tromp · Jolmer van der Sluis · Stijn Verwey · Rutger Bruil · Dion Van Schie · Joeri Bruschinski · Ryan Den Drijver |

### Konkurencje niepełnosprawnych
| Konkurencja                                                        | Złoto           | Srebro   | Brąz      |
| jedynka mężczyzn (AM1x) szczegóły                                  | Wielka Brytania | Ukraina  | Australia |
| jedynka kobiet (AW1x) szczegóły                                    | Ukraina         | Francja  | Białoruś  |
| mieszana dwójka tułów ręce (TAMix2x) szczegóły                     | Ukraina         | Brazylia | Polska    |
| mieszana czwórka ze sternikiem wagi lekkiej (LTAIDMix4+) szczegóły | Hongkong        | Włochy   |           |
| mieszana czwórka ze sternikiem wagi lekkiej (LTAMix4+) szczegóły   | Wielka Brytania | Włochy   | Niemcy    |

## Klasyfikacja medalowa

### Konkurencje kobiet i mężczyzn
| Lp. | Państwo           |   |   |   |   |
| --- | ----------------- | - | - | - | - |
| 1.  | Niemcy            | 4 | 1 | 3 | 8 |
| 2.  | Nowa Zelandia     | 4 | 0 | 1 | 5 |
| 3.  | Stany Zjednoczone | 3 | 3 | 1 | 7 |
| 4.  | Włochy            | 2 | 2 | 1 | 5 |
| 5.  | Polska            | 2 | 1 | 1 | 4 |
| 6.  | Wielka Brytania   | 1 | 5 | 1 | 7 |
| 7.  | Francja           | 1 | 2 | 0 | 3 |
| 8.  | Grecja            | 1 | 1 | 1 | 3 |
| 9.  | Holandia          | 1 | 0 | 3 | 4 |
| 10. | Białoruś          | 1 | 0 | 0 | 1 |
|     | Szwajcaria        | 1 | 0 | 0 | 1 |
|     | Ukraina           | 1 | 0 | 0 | 1 |
| 13. | Australia         | 0 | 2 | 0 | 2 |
|     | Rumunia           | 0 | 2 | 0 | 2 |
| 15. | Dania             | 0 | 1 | 3 | 4 |
| 16. | Czechy            | 0 | 1 | 2 | 3 |
| 17. | Kanada            | 0 | 1 | 1 | 2 |
| 18. | Bułgaria          | 0 | 0 | 1 | 1 |
|     | Estonia           | 0 | 0 | 1 | 1 |
|     | Słowenia          | 0 | 0 | 1 | 1 |
|     | Serbia            | 0 | 0 | 1 | 1 |

### Konkurencje niepełnosprawnych
| Lp. | Państwo         |   |   |   |   |
| --- | --------------- | - | - | - | - |
| 1.  | Ukraina         | 2 | 1 | 0 | 3 |
| 2.  | Wielka Brytania | 2 | 0 | 0 | 2 |
| 3.  | Hongkong        | 1 | 1 | 1 | 1 |
| 4.  | Włochy          | 1 | 4 | 1 | 6 |
| 5.  | Brazylia        | 0 | 1 | 0 | 1 |
| 5.  | Francja         | 0 | 1 | 0 | 1 |
| 7.  | Niemcy          | 0 | 0 | 1 | 1 |
| 7.  | Australia       | 0 | 0 | 1 | 1 |
| 7.  | Polska          | 0 | 0 | 1 | 1 |
| 7.  | Białoruś        | 0 | 0 | 1 | 1 |